# Saint-Senier-de-Beuvron
Saint-Senier-de-Beuvron é uma comuna francesa na região administrativa da Normandia, no departamento Mancha. Estende-se por uma área de 11,13 km². Em 2010 a comuna tinha 358 habitantes (densidade: 32,2 hab./km²).